# Hugues Ier de Salins
Pour les articles homonymes, voir Salins et Hugues Ier.
Hugues Ier de Salins (XIe siècle), issu de la famille des seigneurs de Salins dans le Jura, chapelain du dernier des rois de Bourgogne carolingiens Rodolphe III de Bourgogne, archevêque de Besançon pendant 35 ans de 1031 à 1066, chancelier politicien puis nommé prince de l'empire allemand par l'empereur allemand Henri III du Saint-Empire et légat du pape Nicolas II. Pierre Damien lui donne le surnom de « Hugues le Grand ».

## Biographie
Hugues Ier de Salins, fils d'Humbert II de Salins et d'Ermenburge, est issu d'une des plus illustres familles de seigneurs féodaux de la Comté, les seigneurs de Salins dans le Jura. Il s'engage dans les ordres ecclésiastiques et devient chapelain (prêtre qui dessert une chapelle privée) du dernier des rois carolingiens de Bourgogne, Rodolphe III de Bourgogne dit le Pieux.

### 1031
Hugues Ier de Salins est nommé archevêque de Besançon. Il est consacré évêque le 17 novembre 1031 par Bruno von Eguisheim-Dagsburg (futur Léon IX) ou le 7 novembre 1031 par Hugues de Lausanne.

### 1032
Rodolphe III de Bourgogne qui n'a pas d'héritier désigne par testament son cousin l'empereur germain Conrad II le Salique comme héritier du royaume carolingien de Bourgogne et de Provence. À sa mort, le royaume qui comprend le comté de Bourgogne du comte Renaud Ier de Bourgogne et l'archevêché de Besançon passe sous suzeraineté légale et militaire du Saint-Empire romain germanique malgré la guerre de succession de Bourgogne (1032–1034).

### 1039
Hugues Ier de Salins devient l'homme de confiance favori du nouvel empereur allemand Henri III du Saint-Empire (neveu du précédent) qui accorde une certaine autonomie à la Comté. Il le nomme chancelier du comté de Bourgogne et le récompense très largement pour sa totale et très dévouée collaboration et pour ses services.

### 1043
L'empereur allemand Henri III du Saint-Empire vient à Besançon, pour se fiancer avec Agnès d'Aquitaine, nièce du comte Renaud Ier de Bourgogne et fille du duc Guillaume V d'Aquitaine. À cette occasion, l’archevêque Hugues Ier de Salins obtient des droits régaliens sur la ville de Besançon (droits juridiques, politiques, fiscaux et économiques…). Il est nommé prince du royaume Germanique (rang maximum avant empereur) et règne en souverain sur la cité (lui et ses futurs successeurs avec l'empereur et le pape pour seuls supérieurs). Il échappe au pouvoir des comtes de Bourgogne.

### 1053
Il devient propriétaire de la saline de Grozon.

### Octobre 1056
L’empereur Henri III du Saint-Empire meurt. Son fils Henri IV du Saint-Empire lui succède à l'âge de 5 ans sous la régence impériale de sa mère l'impératrice Agnès d'Aquitaine.

### Septembre 1057
Le comte Renaud Ier de Bourgogne disparaît à son tour. Son fils Guillaume Ier de Bourgogne lui succède.

### 23 mai 1059
Hugues Ier de Salins est nommé archevêque légat du pape Nicolas II avec qui il est ami.

### 1061
Hugues Ier de Salins fait reconstruire la cathédrale Saint-Jean de Besançon construite par l'empereur Charlemagne au IXe siècle.

### 27 juillet 1066
Hugues Ier de Salins meurt. Il est inhumé dans la cathédrale Saint-Jean de Besançon.
Le comte Guillaume Ier de Bourgogne s’affirme alors comme le personnage le plus important du comté de Bourgogne et ne tarde pas à mettre la main sur l'archevêché de Besançon en y faisant ordonner ses fils Hugues III de Bourgogne archevêque en 1085 et Guy de Bourgogne administrateur du diocèse de son frère avant de le faire élire pape sous le nom de Calixte II à l'abbaye de Cluny du comté de Mâcon (pape qui parvient à imposer son autorité aux empereurs allemands).
Il est évoqué par Victor Hugo dans Notre Dame de Paris, où il est appelé "Hugo de Besançon", allusion transparente à l'auteur lui-même, puisque Victor Hugo était né à Besançon en 1802.